# Sunipia jainii
Sunipia jainii är en orkidéart som beskrevs av Hynn. och C.L. Malhotra. Sunipia jainii ingår i släktet Sunipia och familjen orkidéer.
Artens utbredningsområde är Arunachal Pradesh. Inga underarter finns listade i Catalogue of Life.